# 勒沙特利耶 (马恩省)
勒沙特利耶（法語：Le Châtelier，法語發音：[lə ʃatəlje]）是法国马恩省的一个市镇，位于该省东部，属于香槟沙隆区。

## 地理
勒沙特利耶（48°56'15"N, 4°54'12"E）面积10.7 平方千米，位于法国大東部大區马恩省，该省份为法国东北部内陆省份，北起阿登省，西北接埃纳省，西南接塞纳-马恩省，南至奥布省，东南接上马恩省，东临默兹省。
与勒沙特利耶接壤的市镇（或旧市镇、城区）包括：阿戈讷地区日夫里、阿戈讷地区贝尔瓦勒、莱沙尔蒙图瓦、拉讷维尔欧布瓦、波塞斯、圣马尔叙勒蒙、索梅耶。

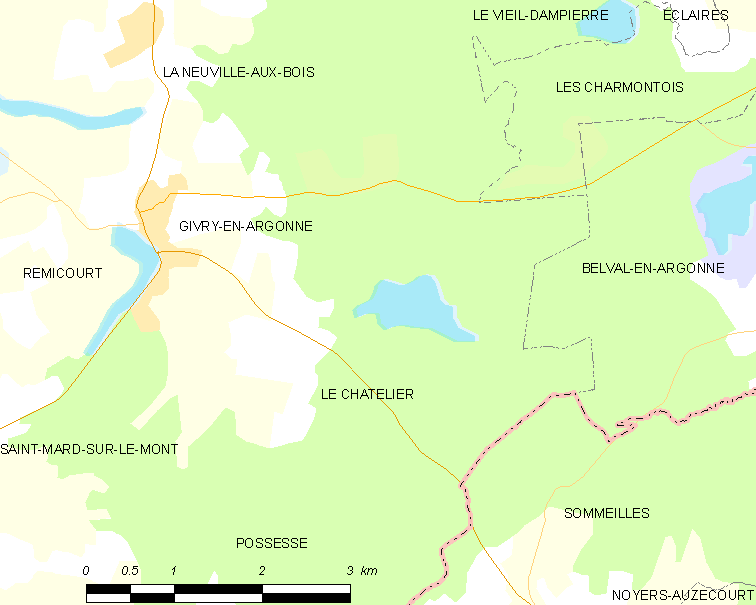
的OSM定位图

勒沙特利耶的时区为UTC+01:00、UTC+02:00（夏令时）。

## 行政
勒沙特利耶的邮政编码为51330，INSEE市镇编码为51133。

## 政治
勒沙特利耶所属的省级选区为阿戈讷-叙普-韦勒县。

## 人口

1962-2008年间人口变化图示

勒沙特利耶于2022年1月1日时的人口数量为63人。